# Witrugspitsvogel
De witrugspitsvogel (Artamus monachus) is een zangvogel uit de familie Artamidae (spitsvogels).

## Verspreiding en leefgebied
Deze soort is endemisch op het Indonesische eiland Sulawesi en nabijgelegen eilanden.

## Status
De grootte van de populatie is niet gekwantificeerd maar de soort wordt omschreven als doorgaans schaars maar lokaal soms algemeen. Op de Rode lijst van de IUCN heeft deze soort de status niet bedreigd.